# Dům U Božího oka (Kadaň)
Dům U Božího oka (čp. 100) je původně gotický měšťanský dům v Žatecké ulici (dříve Kovářská) na Starém Městě v Kadani.

## Dějiny domu a jeho majitelé
Původní gotický nárožní dům s vysokým barokním štítem a se zachovalými goticky klenutými sklepy byl kdysi zřejmě sídlem některé z bohatých kadaňských měšťanských rodin. Jako majitel domu je k roku 1882 uveden pekařský mistr Oswald Hickman, který zde až do počátku 20. století provozoval jedno z největších a nejvíce prosperujících pekařství v Kadani. 
Tuto živnost v domě provozovali i jeho následující majitelé (asi od roku 1916), manželé Josef a Theresia Papzienovi. Jejich rodina vlastnila i dům naproti přes ulici (čp. 90), kde již od roku 1860 provozovala železářství. Pekařskou živnost v domě U Božího oka převzal po manželech Papzienových jejich syn Karl Heinrich. (Ten ještě někdy před rokem 1927 rozšířil majetek rodiny o sousední dům čp. 99.) 
V průběhu války vedl živnost v domě U Božího oka pekařský mistr Karl Würl, neboť majitel domu byl zřejmě odveden na frontu. Ze záznamů města Kadaně víme, že Würl usiloval v roce 1943 o stavební povolení pro výstavbu nové pekařské pece s komínem. Úřady však tehdy jeho žádosti nevyhověly.

## Domovní znamení

domovní znamení

Barokní štít nárožního měšťanského domu čp. 100 je opatřen domovním znamením. Je jím z plechu vykovaný a do trojúhelníku zasazený symbol Boha Otce, Boží oko, které symbolicky poukazuje na celou Nejsvětější Trojici. Z trojúhelníku vychází několik svazků paprsků. Toto domovní znamení symbolizuje trvalou přítomnost Boží ve světě. Znamení bylo instalováno zřejmě někdy v 18. nebo 19. století, kdy se motiv Božího oka v hojném počtu objevoval na řadě domů ve městech i na vsích.

## Zajímavost
Podle pověsti nechal domovní znamení se symbolem Božího oka na dům umístit zbožný katolický měšťan, který měl podezření, že jeho sousedi jsou tajní evangelíci. Údajně byl přesvědčen o tom, že se s ostatními evangelíky scházejí u řeky Ohře, kde se po levé straně před kadaňským mostem nacházel špitál a za ním tzv. luteránský hřbitov. Ten byl sice určen jen pro luteránské kupce ze sousedního Saska, pokud v Kadani náhodou zemřeli, avšak měl se v určité době stát i tajným shromaždištěm tehdy pronásledovaných kadaňských evangelíků.